# HMS Severn
HMS Severn var en monitor av Humber-klass inom Royal Navy, som tjänstgjorde från 1914 till 1921. Hon beställdes ursprungligen av Brasilien, och sjösattes i augusti 1913 under namnet Solimoes, men köptes 1914 tillsammans med sina systerfartyg HMS Humber och HMS Mersey av Storbritannien efter Första världskrigets utbrott. 
Severn gav eldunderstöd från sitt läge utanför Belgiens kust under Slaget vid Yser år 1914, och bombarderade tyska trupper och artilleripositioner. I juli 1915 bogserades hon till Tyska Östafrika för att delta i Slaget i Rufijis delta, där hon tillsammans med HMS Mersey hjälpte till att sänka den tyska kryssaren SMS Königsberg.
Hon fortsatte tjänstgöra i Östafrika till 1918, och senare på floden Donau.